# True Love (Cole Porter)

True Love è un brano composto da Cole Porter e pubblicato nel 1956.

## Il brano e le varie versioni
In quell'anno, questa canzone (letteralmente Vero Amore), di chiaro stampo pop, apparve nel film Alta società e venne cantata da Bing Crosby e Grace Kelly (anche se, in realtà, Kelly non fece altro che cantare l'ultimo ritornello con Bing); in seguito questa versione fu distribuita come singolo e raggiunse la quinta posizione nella classifica statunitense e la prima nei Paesi Bassi per 4 settimane.
True Love, divenuta ormai uno standard della musica popolare di quegli anni, fu quindi oggetto di numerosissime covers da parte di una moltitudine di artisti.
Famosa è per esempio quella di Jane Powell; Elvis Presley la inserì nella propria colonna sonora Loving You, così come fecero Ricky Nelson nel suo album Ricky e gli Everly Brothers nel loro LP Instant Party.
Altre versioni di True Love sono quelle di Patsy Cline (presente nell'album Patsy Cline Showcase), Jack Jones, Richard Chamberlain (presente nell'LP Richard Chamberlain Sings), George Harrison (proveniente da Thirty-Three & 1/3) e Shakin' Stevens.
Da segnalare la cover di Elton John e Kiki Dee, proveniente dall'album di Elton Duets: il duetto raggiunse la numero 2 nella classifica britannica.